# Ondres

Ondres este o comună în departamentul Landes din sud-vestul Franței. În 2009 avea o populație de 4.479 de locuitori.

## Evoluția populației
| An        | 1975  | 1982  | 1990  | 1999  | 2006  | 2009  |
| --------- | ----- | ----- | ----- | ----- | ----- | ----- |
| Populație | 2.073 | 2.704 | 3.100 | 3.650 | 4.244 | 4.479 |